# 药刘遗址
药刘遗址，是位于中国安徽省合肥市肥东县撮镇镇药刘村的一个新石器时代至商周时期古遗址，1990年入选第二批肥东县文物保护单位。
药刘遗址面积约12万平方米，比周围高1.2—2米，1980年试掘时采集到的文物中，新石器时代遗物有饰以划纹的夹砂红陶片，以鬶、盉、钵和鼎足为主要器形；商周时代遗物则有饰以绳纹的夹砂红陶片，以鬲足为主要器形。